# Yannick Caballero
Pour les articles homonymes, voir Caballero.

a Compétitions nationales et continentales officielles uniquement.

b Matchs officiels uniquement.
Dernière mise à jour le 14 septembre 2019.
Yannick Caballero, né le 3 avril 1983 à Castres, est un joueur de rugby à XV français qui évoluait au poste de troisième ligne aile à l’US Montauban et du Castres olympique (1,92 m pour 95 kg).
Il remporte deux Bouclier de Brennus avec le CO en 2013 et 2018 et entraîne la touche du Castres olympique depuis 2021.

## Biographie

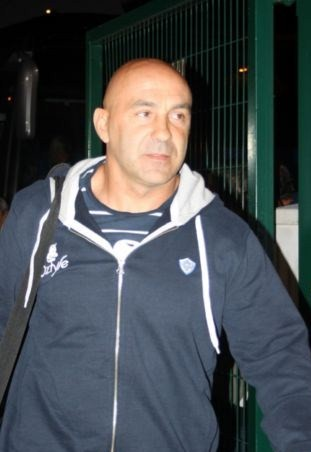
Laurent Travers, ici en 2012, est l'entraîneur de Yannick Caballero de 2005 à 2013 à Montauban puis à Castres.

Yannick Caballero est formé entre Soual et Saïx, où il fit ses premières armes à l’école de rugby - club qui s’appelle désormais Sor Agout - est arrivé en minimes au Castres olympique, où il franchit tous les échelons des équipes de jeunes, débouchant naturellement sur le centre de formation jusqu’à l’équipe fanion. Comme une prédestination, Yannick Caballero fut appelé à évoluer en équipe première du Castres olympique pour la première fois sur la pelouse de Sapiac en Top 16, lors d’un match de la poule de maintien “Je me souviens très bien de cette rencontre. On ne peut pas oublier, une première. Le match se déroulait à Sapiac, avec une belle ambiance et de nombreux jeunes dans notre équipe comme Grégory Arganèse. Cela restera un bon souvenir pour moi “.
Tout en étant très jeune Yannick Caballero a senti le besoin d’augmenter son temps de jeu. Il avait donc tout intérêt à changer d’air « J’ai choisi Montauban, parce qu’il me semble qu’il s’agit d’un club ambitieux, qui veut jouer le haut de tableau et pourquoi pas rejoindre le Top 14. Mon ambition est d’aller le plus loin possible avec mon nouveau club ». Yannick Caballero retrouve à Montauban son ami Romain Roques et Grégory Arganèse. Personnage discret voire réservé, peu volubile de prime abord. Tout cela n’est qu’une façade qui disparaît très vite lorsqu’on engage la conversation avec lui. Yannick Caballero est un passionné de nature et de moto. À la fois capable de garder les pieds sur terre - comme pour accomplir le travail obscur de la mêlée et des regroupements - et de se laisser griser par la vitesse comme pour venir en soutien de sa ligne d’attaque partie pour une chevauchée fantastique. 
Il resigne dans son club formateur du Castres olympique en 2009.
Le 1er juin 2013, Yannick Caballero devient champion de France au terme d'une finale remportée par son club du Castres olympique face au RC Toulon sur le score de 19 à 14.
Même finale l'année suivante mais c'est le RCT qui est champion de France.
Incontournable de la période des entraîneurs L. Labit-L. Travers au sein du C. O. il éclipse peu à peu son compère Ibrahim Diarra, ancien montalbanais comme lui. Les nouveaux entraîneurs, David Darricarrère et Serge Milhas en font leur vice-capitaine.
En juin 2014, il prolonge son contrat de 2 ans mais son temps de jeu diminue avec l'arrivée aux commandes de l'équipe de Christophe Urios un an plus tard, qui recrute largement pour renforcer l'équipe. Et l'émergence de ses jeunes coéquipiers, Mathieu Babillot et Anthony Jelonch le relègue sur le banc. Finalement entre les blessures et les méformes des uns et des autres, il tire son épingle du jeu et reste un élément incontournable de l'équipe première.
Homme de club, il ne déçoit que rarement lors de ses entrées en jeu. Très précieux dans les contres en touche, il rempile pour deux années supplémentaires en 2016. 
En 2017-2018 il est titulaire en lors des matchs décisifs en fin de saison et lors du barrage des play-off victorieux à Toulouse. Il n'est pas retenu pour les deux derniers matchs de la saison du Castres olympique, champion de France à la surprise générale face à Montpellier. Il est double champion de France en 2013 et 2018 avec le CO.
Après une dernière saison sous les ordres de Christophe Urios, il prend sa retraite en mai 2019. Il reste au club comme entraîneur de l’équipe réserve, équipe dont il est un intervenant émérite depuis deux saisons.
Il rejoue par ailleurs lors de la saison 2019-2020 à Sor Agout. Yannick Caballero devient entraîneur de la touche du Castres olympique en 2021.

## Carrière

### En club
- Sor Agout
- 2004 - 2005 : Castres olympique
- 2005 - 2009 : US Montauban
- 2009 - 2019 : Castres olympique

### En équipe nationale
Il a honoré sa première cape internationale en équipe de France le 5 juillet 2008 contre l'équipe d'Australie, alors que les internationaux du Stade toulousain, de l'ASM Clermont Auvergne, de l'USA Perpignan et du Stade français disputaient les demi-finales du Top 14 2007-08 dans leurs clubs respectifs.

## Palmarès

### En sélection nationale
- 1 sélection en équipe de France depuis 2008
- Sélections par année : 1 en 2008

### En club
Avec le Castres olympique
- Championnat de France de première division :
  - Champion (2) : 2013 et 2018.
  - Vice-champion (1) : 2014.

Avec l'US Montauban
- Championnat de France de 2e division :
  - Champion (1) : 2006.

Avec Peña XV
- Champion de France de 3e série :
  - Champion (1) : 2022